# Christopher Muche
Christopher Muche, né le 28 février 1992 à Stuttgart, est un coureur cycliste allemand.

## Palmarès sur piste

### Championnats du monde juniors
- Moscou 2009
  -  Médaillé de bronze de la poursuite par équipes juniors
- Montichiari 2010
  -  Médaillé de bronze de la poursuite par équipes juniors

### Championnats d'Allemagne
- 2008
  -  Championnat d'Allemagne de poursuite cadets
  -  Championnat d'Allemagne de poursuite par équipes cadets (avec Martin Reinert, Arne Dreßler et Fabio Nappa)
- 2009
  - 3e du championnat d'Allemagne de poursuite par équipes juniors
- 2013
  - 2e du championnat d'Allemagne de vitesse par équipes
  - 2e du championnat d'Allemagne de l'américaine

## Palmarès sur route
- 2007
  - 3e du championnat d'Allemagne du contre-la-montre par équipes cadets
- 2011
  -  Championnat d'Allemagne du contre-la-montre espoirs